# ديتريش كيلر
ديتريش كيلر (بالألمانية: Dietrich Keller)‏ (18 أكتوبر 1943 بماينتس في ألمانيا - ) هو لاعب كرة سلة ألماني في مركز الوسط، شارك في الألعاب الأولمبية الصيفية 1972. وشارك مع منتخب ألمانيا لكرة السلة.

## وصلات خارجية
- ديتريش كيلر على موقع الاتحاد الدولي لكرة السلة (الإنجليزية)
- ديتريش كيلر على موقع سبورتس رفرنس (الإنجليزية)
- ديتريش كيلر على موقع أوليمبيديا (الإنجليزية)